# Gelbbauch-Schmuckschildkröte

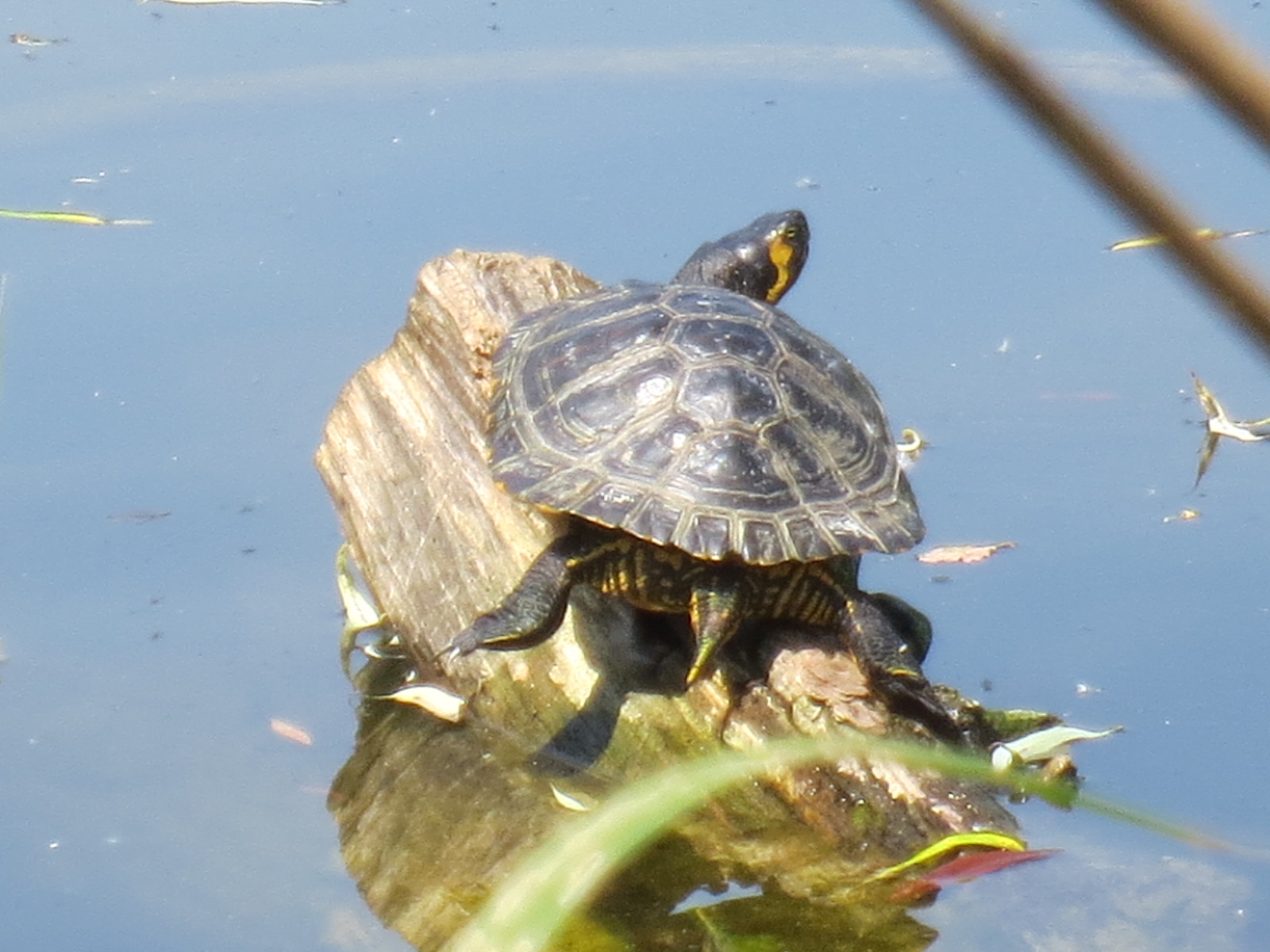
Gelbwangen-Schmuckschildkröte am Aradosee in Potsdam

Die Gelbbauch-Schmuckschildkröte (Trachemys scripta scripta), auch Gelbwangen-Schmuckschildkröte genannt, ist eine sehr bekannte Schildkröten-Unterart und gilt in weiten Teilen der Welt als „die typische Wasserschildkröte“, da Schlüpflinge dieser Tiere in großer Zahl im Zoohandel anzutreffen sind, die größtenteils aus amerikanischen Zuchtfarmen stammen. Aufgrund von Importbeschränkungen wurde die vormals häufig gehandelte Rotwangen-Schmuckschildkröte (Trachemys scripta elegans) vom Markt verdrängt.
Die Gelbbauch-Schmuckschildkröte stammt aus ruhigen Gewässern der USA zwischen Südost-Virginia und dem nördlichen Florida, kommt aber inzwischen aufgrund von ausgesetzten Tieren auch in Deutschland vor. Ob sich die Tiere in Deutschland vermehren können, ist nicht bekannt.

## Merkmale

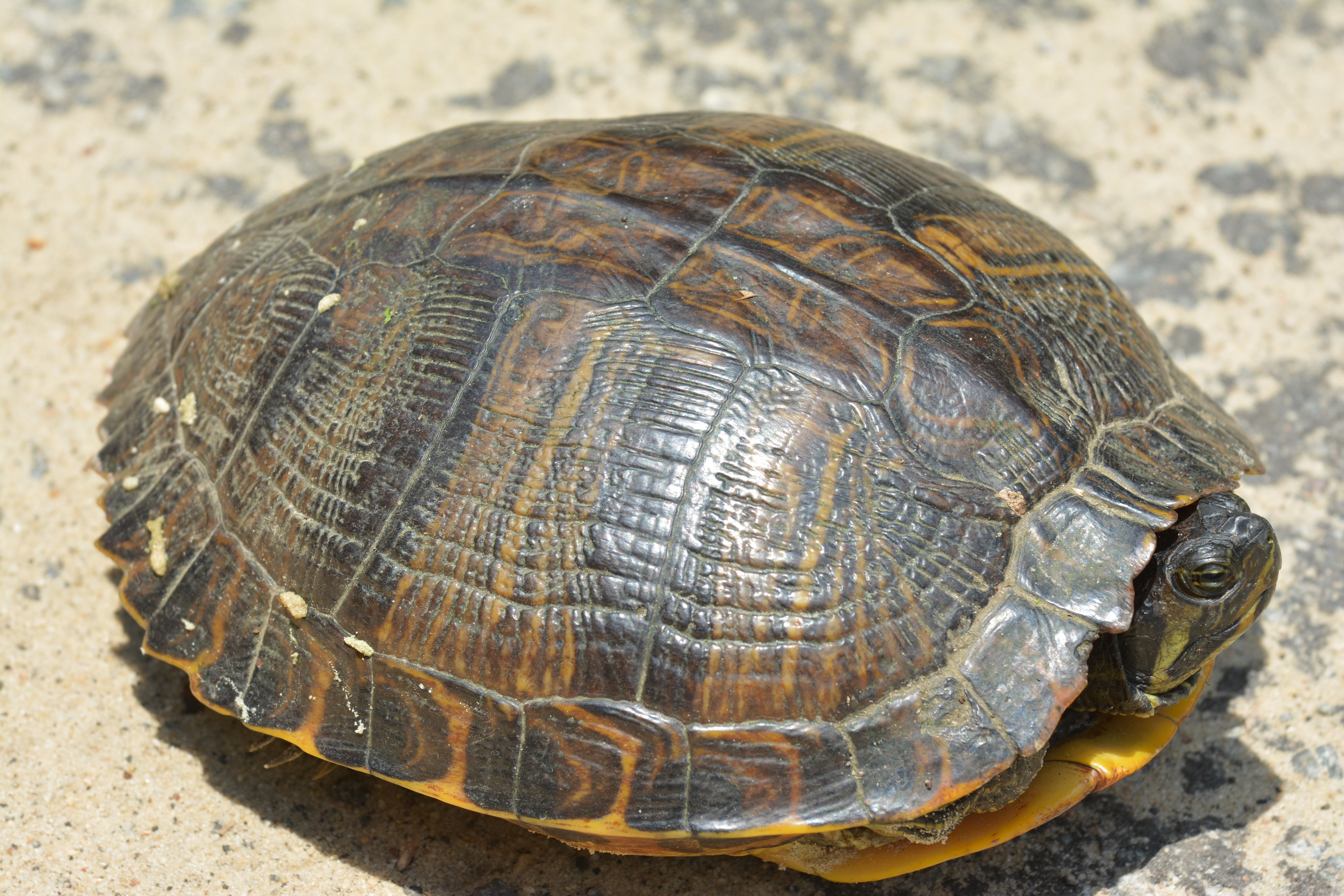
Junges Tier mit deutlicher Panzerzeichnung

An den Seiten des Kopfes hat diese Unterart einen auffälligen gelben Fleck auf der grünen bis olivfarbenen Haut. Der ovale grünliche bis bräunliche Rückenpanzer (Carapax) mit flachem Kiel hat einen breiten gelben Streifen auf jedem Pleuralschild. Der Bauchpanzer (Plastron) ist gelb. In einigen Fällen kommen dort Muster nur auf den vordersten Schilden vor.

### Körpergröße
Während erwachsene Männchen eine Größe von etwa 15 cm erreichen, werden Weibchen bis zu 25 cm groß – jedoch gibt es auch Exemplare, die größer als 30 cm werden.

### Geschlechtsunterschiede
Neben dem für Schildkröten typischen primären Geschlechtsmerkmal der unterschiedlichen Position der Kloake, die beim Männchen weiter hinten am vergleichsweise längeren Schwanz sitzt, fallen bei Schmuckschildkröten besonders die sehr langen Krallen an den Vordergliedmaßen der Männchen auf.
Auffallend ist das häufige Auftreten von Melanismus bei älteren Männchen.

### Lebenserwartung
Mangels genauerer Statistiken kann man nur aufgrund von Beobachtungen einzelner in Gefangenschaft lebender Tiere davon ausgehen, dass Schmuckschildkröten zwischen 50 und 55 Jahre alt werden können.

## Lebensweise

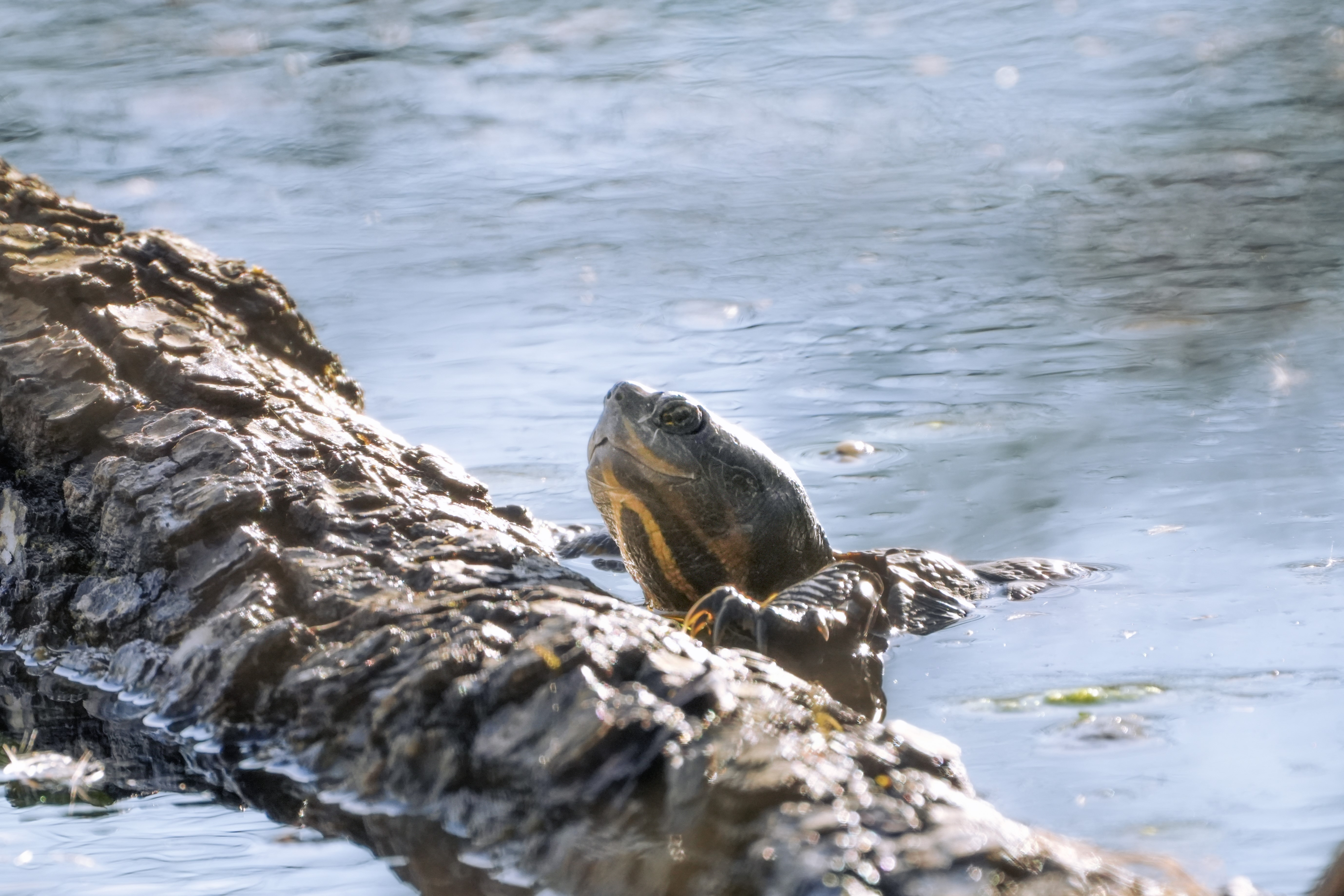
Gelbbauch-Schmuckschildkröte beim Aufwärmen in der Sonne

Ihre Lebensweise ähnelt der aller Schildkröten (vgl. dort). Den Tag verbringen sie mit der Nahrungssuche und dem Sonnen zur Regulierung ihrer Körpertemperatur. Sobald die Temperaturen dauerhaft unter 15 °C bleiben, beginnen die Tiere zu überwintern.

### Ernährung
Junge Gelbbauch-Schmuckschildkröten sind Gemischtköstler, nehmen also tierische und pflanzliche Nahrung zu sich. Mit zunehmendem Alter steigt der Anteil der pflanzlichen Nahrung. Bei Haltung in Gefangenschaft kann die Ernährung ähnlich wie bei der Rotwangen-Schmuckschildkröte gestaltet werden.

### Fortpflanzung
Im Herbst und im Frühjahr suchen sich die Männchen und Weibchen zur Begattung auf. Nach einer erfolgreichen Befruchtung bleiben die Weibchen für mehrere Jahre fruchtbar. Weichschalige Eier legen sie ab dem Frühjahr in oft vier Gelegen pro Jahr mit jeweils artabhängig um die vier Eier. Präferierte Eiablagestellen sind sonnige Uferzonen mit leicht sandigem Grund gut oberhalb der Wasseroberfläche. Das trächtige Weibchen sucht diese Stellen früh morgens oder bei Einbruch der Dunkelheit zur Oviposition (Eiablage) auf. Dort gräbt sie eine flaschenförmige Grube, die sie nach der Eiablage sorgfältig verschließt, so dass sie von der Umgebung nicht mehr zu unterscheiden ist. Die Eier werden rund drei Monate lang inkubiert. Das Geschlecht der Jungtiere ist von der Inkubationstemperatur abhängig: Werden die Eier bei 26 °C inkubiert, sind die Jungtiere männlich, ab 31 °C sind sie weiblich.

## Haltung in Gefangenschaft
Neben den für alle Schildkröten geltenden Grundlagen, gilt es bei Schmuckschildkröten in erster Linie eine äußerst gute Wasserqualität mit viel Bewegungsraum sowie helles Licht von mindestens 7000 Lux zu gewährleisten. Werden die Tiere ausschließlich im Haus gehalten, benötigen sie unbedingt eine künstliche Bestrahlung mit UV-B.
Ebenso müssen die Jahreszeiten simuliert werden, das heißt, eine zwei- bis dreimonatige Winterruhe oder zumindest eine verkürzte Aktivitätsphase sollte bei gesunden Schildkröten unbedingt eingehalten werden. In Mitteleuropa ist von einer Überwinterung im Freiland dringend abzuraten. Die langen und wechselhaften Winter in Mitteleuropa führen bei den Tieren zu Krankheiten und vorzeitigem Tod.
Eine Eiablagemöglichkeit muss für Weibchen auch dann vorgesehen sein, wenn keine Zucht angestrebt wird, da auch unbefruchtete Eier gelegt werden und es ohne einen geeigneten Eiablageplatz zu Legenot kommen kann.
Vor der Anschaffung von Schmuckschildkröten sollte die hohe Lebenserwartung ebenso bedacht werden wie die zu erwartende Körpergröße und der damit verbundene erhöhte Platzbedarf.